# Kloster Maria Eck

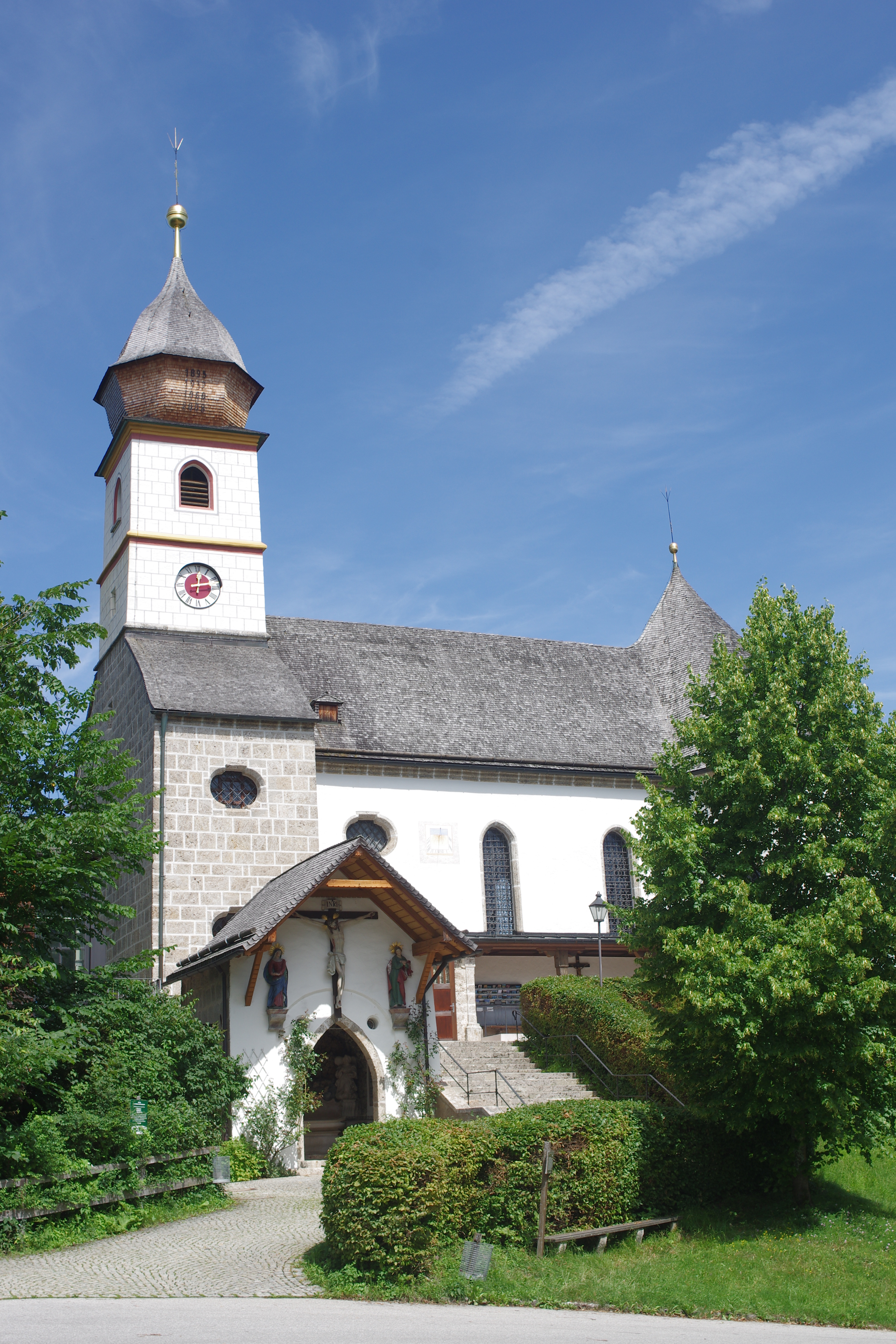
Die Kirche von Maria Eck

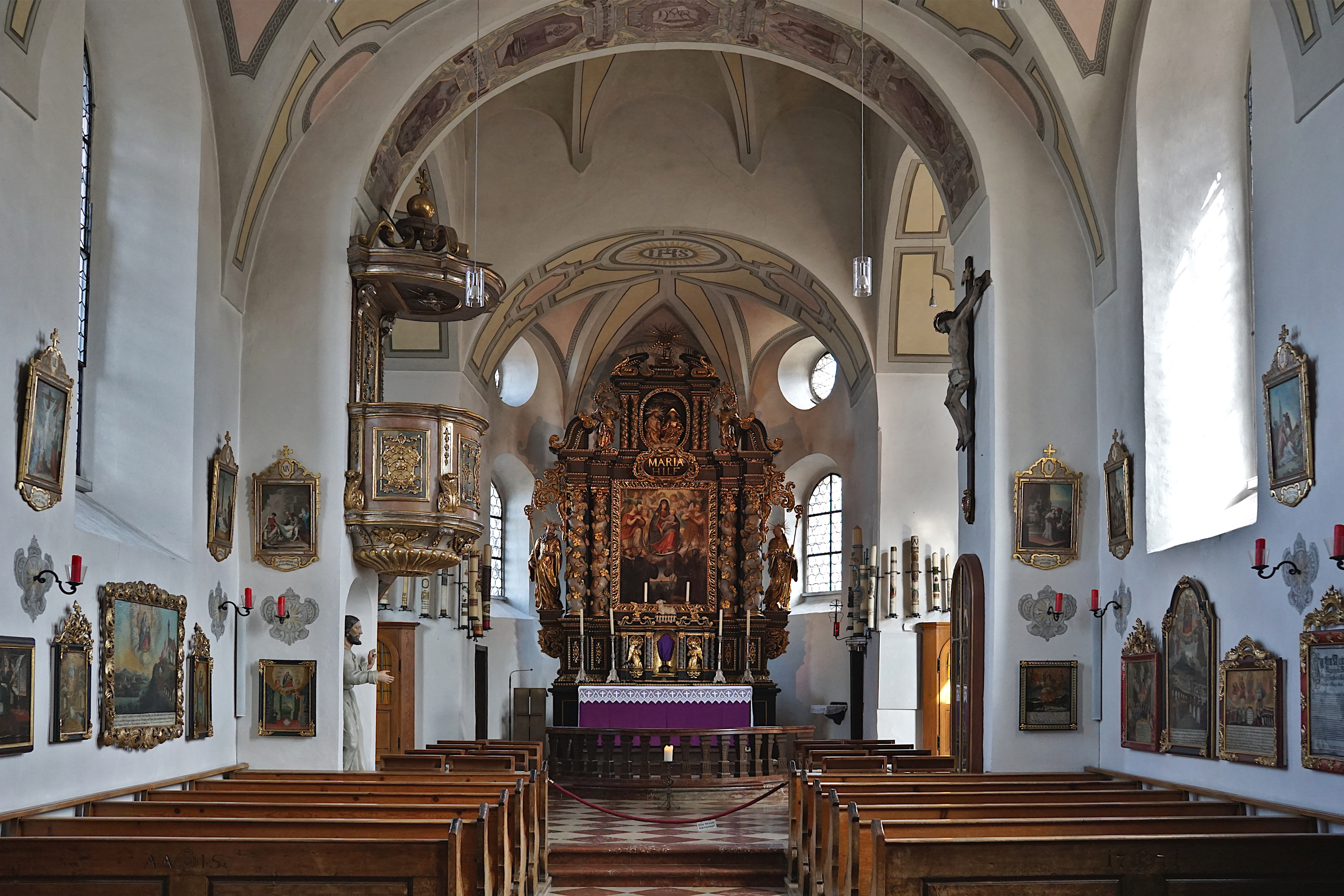
Innenraum der Wallfahrtskirche

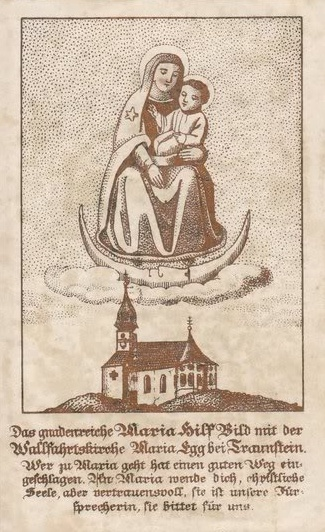
Andachtsbild um 1850

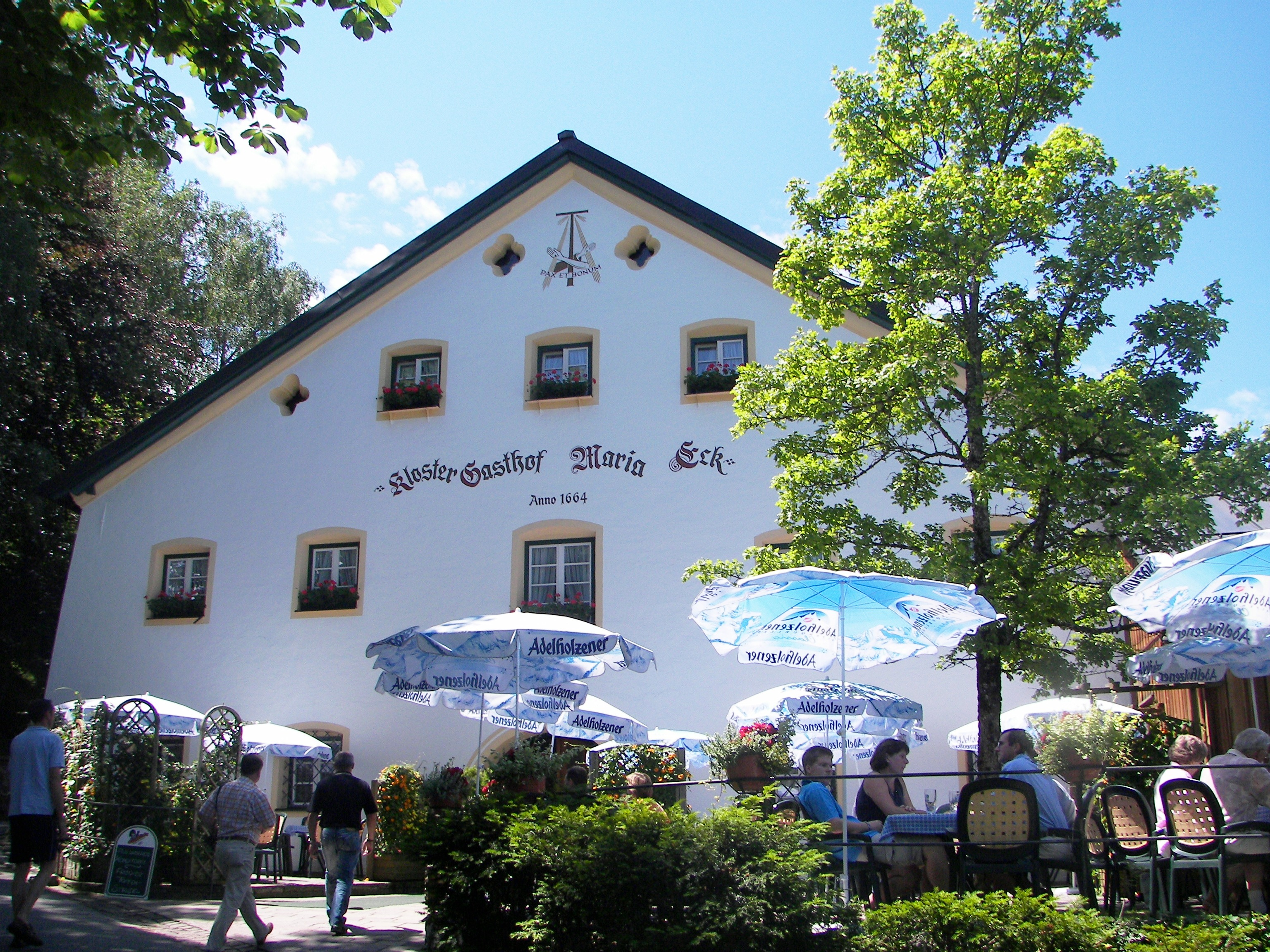
Der Klostergasthof

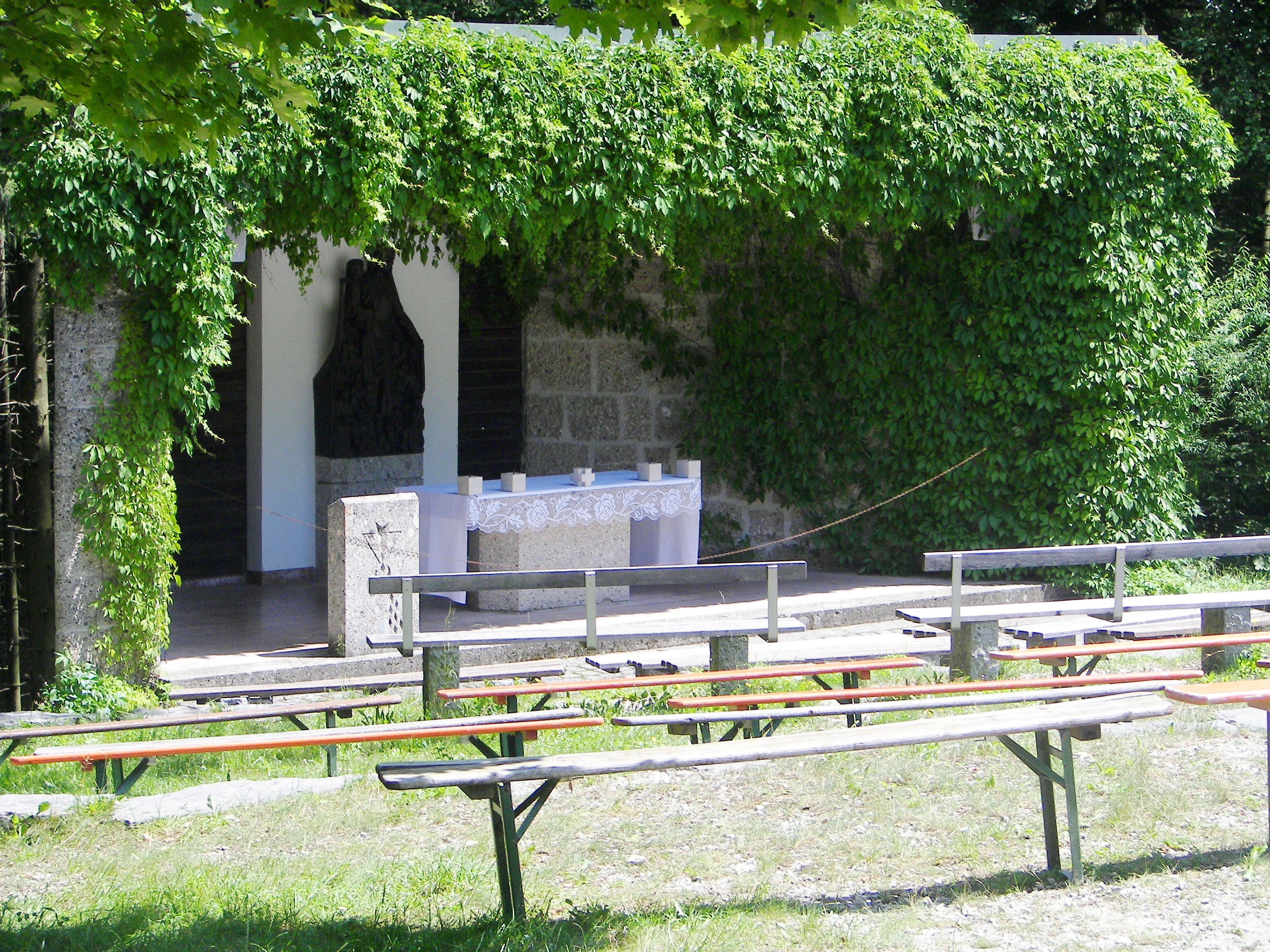
Der Außenaltar von Maria Eck

Das Kloster Maria Eck ist ein Kloster der Franziskaner-Minoriten auf dem „Egger Berg“ in der Gemeinde Siegsdorf in Bayern in der Erzdiözese München und Freising. Das Kloster und die Klosterkirche Maria Eck stehen unter Denkmalschutz.

## Geschichte
Das am Ort befindliche Priorat der Benediktinermönche von Kloster Seeon wurde im 17. Jahrhundert gegründet und im Zuge der Säkularisation aufgelöst. Seit 1891 bewohnen Franziskaner-Minoriten das Kloster auf dem „Egger Berg“. In Maria Eck sind das Postulat und das Noviziat (die ersten Ausbildungsabschnitte) des Ordens angesiedelt.
Der ehemalige Papst Benedikt XVI. hatte eine besondere Beziehung zu Maria Eck. Geographisch liegt das Wallfahrtskloster in unmittelbarer Nähe zum sogenannten Benediktweg, einem Wallfahrtsweg entlang der früheren Wirkungsstätten des Papstes. In seiner Traunsteiner Zeit, sowie auch später noch als Kardinal Ratzinger, stattete der Papst Maria Eck immer wieder Besuche ab. Laut Presseberichten hat das Team des Maria Ecker Klostergasthofes, um Br. Erich Raspel, das katholische Kirchenoberhaupt während seiner Pastoralreise durch Bayern (Aufenthalt in München) bekocht.

## Wallfahrt
Die Wallfahrt nach Maria Eck reicht bis ins 16. Jahrhundert zurück. In der Zeit des Dreißigjährigen Krieges stieg die Zahl der Pilger immer weiter an. Heute ist die Wallfahrt nach Maria Eck eine der größten Wallfahrten in der Erzdiözese München-Freising. Bekannt sind z. B. die jährliche Trachtenwallfahrt des Gauverbandes I und die Wallfahrt der Behinderten aus dem Chiemgau. Zum Kloster gehört dementsprechend auch ein größerer Gasthof.

## Wallfahrtskirche
Die Gründung der Wallfahrtskirche Maria Eck geht auf eine alte Legende zurück. So sollen Holzfäller in diesem Gebiet immer wieder Lichterscheinungen gesehen haben. Als sie eine Holzkapelle errichteten, sollen nach wie vor zwei Lichter erschienen sein. Darin sahen sie einen göttlichen Hinweis zur Errichtung zweier weiterer Altäre zu Ehren der heiligen Dreifaltigkeit.
Die erste kleine Kapelle auf dem Gebiet der heutigen Kirche entstand 1618–35, als das Kloster Seeon einige Alphöfe kaufte, und eine Kapelle errichtete. Bereits zu dieser Zeit entwickelte sich unter den Rahmenbedingungen des Dreißigjährigen Krieges die erste Wallfahrt nach Maria Eck. Auf dem Platz dieser ersten Kapelle entstand im Jahr 1636 eine größere Kirche.
Im Jahr 1803 wurde die Wallfahrtskirche Maria Eck im Rahmen der Säkularisation aufgelöst. Der Siegsdorfer Pfarrer war dabei einer der größten Antreiber dieser Aktion. Im Rahmen dieser Schließung wurde ein Großteil der Einrichtung der Kirche entweder verkauft oder zerstört.
Im Jahr 1810 wurde die Wallfahrtskirche Maria Eck und der umliegende Grundbesitz an Privatleute versteigert. Diese Versteigerung wurde jedoch bereits einen Monat später annulliert. 1813 erlaubte Kronprinz Ludwig, der spätere König Ludwig I., die Rückführung des Gnadenbildes und die Wiedereröffnung der Kirche. 1884 wurde ein erster Versuch, Franziskaner-Minoriten in Maria Eck anzusiedeln,  vom Königlich bayerischen Staatsministerium des Innern für Kirchen- und Schulangelegenheiten abgelehnt. 1891 haben dann doch die Franziskaner die Wallfahrtseelsorge übernommen.
Ein weiteres Mal rückte die Kirche im Laufe der NS-Herrschaft 1936 ins Licht der Öffentlichkeit. Ein Gauleiter ließ sich die Schlüssel der Kirche aushändigen und verfügte deren Schließung. Außerdem wurden zwei der vier Glocken abtransportiert und zur Waffenerzeugung eingeschmolzen.
Im Umfeld sind versteinerte Nummuliten zu finden, die aufgrund ihrer münzähnlichen Form auch als Maria-Ecker-Pfennige bezeichnet werden. Einer lokalen Sage nach habe die Muttergottes die Beute eines Diebes, der den Opferstock geplündert hatte, auf dessen Flucht in Stein verwandelt.